# دیوید جولیوس
دیوید جولیوس (به انگلیسی: David Julius) (زادهٔ ۴ نوامبر ۱۹۵۵) فیزیولوژیست اهل ایالات متحده آمریکا است که برای کار بر روی مکانیسم مولکولی احساس درد شناخته می‌شود. وی استاد دانشگاه کالیفرنیا، سان‌فرانسیسکو است. او به همراه آردم پاتاپوتیان، به دلیل «کشف گیرنده‌های حرارت و لمس» برنده جایزه نوبل فیزیولوژی یا پزشکی سال ۲۰۲۱ شده‌است.
وی همچنین برندهٔ جوایزی همچون جایزه گاردینر شده‌است.